# Чакли
Чахкли — существа в саамской мифологии, родственные скандинавским гномам.

## В мифологии
В саамской мифологии к существам иного мира относились гномы. Жили они так же, как саамы, но только глубоко под землёй и были гораздо меньше ростом. Один из мифов повествует о том, как один старик увидел в отверстии под старой елью погост чаклей и подсмотрел как их дети выбрались ночью поиграть. На следующий день старик отправился в лес и поймал маленького чаклю и принёс его домой к старухе, так как своих детей у них не было. Мальчуган был весёлым, но постоянно подсмеивался над стариками и повторял за ними всё, что они говорили. Деду он помогал в работе, но старухе только портил дело, когда она чинила сети — чакля их рвал и смеялся. Старуха стала допекать мужа просьбами, чтобы тот отвёл чаклю обратно в лес, но тот дорожил своим приёмным сыном. Правда, когда чакля повзрослел, он сам стал тосковать о своей земле и однажды покинул дом приёмных родителей.
Но на пути домой ему повстречался незнакомый народ. То была чудь — так русские называли эстонцев и финнов, живших на севере Восточной Европы, а саамы переняли это название. Чудь хотела завоевать саамскую землю — её воины схватили чаклю и спросили: «Как твоё имя?» — «Как твоё имя?» — ответил вопросом чакля и засмеялся. На все расспросы он отвечал теми же вопросами. Чудь разъярилась, и чаклю бросили в воду. Тогда все увидели, что в воду полетел не гном, а воин-чудин. Военачальник ударил чаклю мечом — и от удара полегли три чудских воина. Все поняли, что силой с чаклей не справиться, и велели ему вести чудь в саамскую землю. Гном же завёл чудь к порогам, на которых загубил их лодки. Чакля вернулся к старикам, а чудь пропала.

## В искусстве
На основе мифа в 1987 году норвежцами был снят фильм «Ofelas» («Первопроходец»). Картина рассказывает о том, как молодой саамский юноша вёл воинов чуди к саамским поселениям, но погубил всё их войско в горах. В 1988 году «Следопыт» был номинирован на премию «Оскар», как лучший иностранный фильм. В картине главные роли исполняют актёры народности саами и звучит их родной язык.